# Шахворостова Лариса Анатоліївна
Лариса Анатоліївна Шахворостова (рос. Лариса Анатольевна Шахворостова; нар. 24 червня 1963 року) — радянська, російська актриса, педагог-організатор.

## Біографія
Лариса Анатоліївна Шахворостова (Тотунова) народилася 24 червня 1963 року в місті Морозовську Ростовської області . Закінчила музичне училище в місті Бійську в 1982 році, спеціалізація - теорія музики .
У 1982-1984 роках - слухач акторського факультету ВДІКу, майстерня О. В. Баталова . У 1987 році закінчила ГІТІС (акторсько-режисерський курс Оскара Ремеза ) .
У 1988-1991 - актриса Московського Нового драматичного театру. Брала участь в спектаклях: «Танго» С.Мрожека (Аля); «Каблучку» (дитячий); «Сьомий подвиг Геракла» за п'єсою Михайла Рощина (Гетера). З 2009 року працює в Театральному агентстві «Лекур». Постановки: «За сімейними обставинами» - Галина Аркадіївна (режисер: Ріната Сотіріаді ) .
У 1989-1992 Лариса Анатоліївна вела телевізійні програми («Ділова хроніка», «Ранок ділової людини»), була журналістом телекомпанії ВКТ .

## Фільмографія
| Рік       |    | Назва                                                     | Роль                                                   |                               |
| --------- | -- | --------------------------------------------------------- | ------------------------------------------------------ | ----------------------------- |
| 2018      | с  | Жовте око тигра                                           | мати Лєни Дубосекіної                                  | ру                            |
| 2015      | ф  | Поряд з вами                                              | мама Катя                                              | ру                            |
| 2015      | ф  | Пороги                                                    | Дар'я Реутова                                          | ру                            |
| 2015      | с  | Молода гвардія                                            | Олена Кошова                                           | ру                            |
| 2014      | ф  | Турецький транзит                                         | Тамара Семенівна, головний лікар психіатричної клініки | ру                            |
| 2013      | с  | Станиця                                                   | Любов Тимофіївна Рябоконь                              | ру                            |
| 2013      | с  | Земський лікар. повернення                                | Людмила Прокопівна, дружина Велимира Сергійовича       | ру                            |
| 2011      | ф  | Тиха застава                                              | Люба, дружина Бобровського                             | ру                            |
| 2011      | ф  | Чи не кінчається синє море (не був завершений)            | мама Лєни                                              | ру                            |
| 2011      | ф  | Моє нове життя (Україна)                                  | Мирослава (Слава) Рикова                               | ру                            |
| 2010—2011 | с  | Серце Марії                                               | головний лікар Юлія Аркадіївна Вербова                 | ру                            |
| 2009      | с  | Платина-2                                                 | старший лейтенант Олександра Геннадіївна Полякова      | ру                            |
| 2009      | ф  | Акула (Україна)                                           | Інна Мукасей                                           | ру                            |
| 2008      | ф  | Шалений янгол                                             | прийомна мати Альони Надія                             | ру                            |
| 2008      | ф  | Важко бути мачо                                           | дружина В'ячеслава Рута                                | ру                            |
| 2008      | ф  | Загін (Росія, Україна)                                    | Ольга                                                  | ру                            |
| 2008      | ф  | Король, дама, валет (Росія, Україна)                      | Тамара                                                 | ру                            |
| 2008      | ф  | Акме                                                      | Ім'я персонажа не вказано                              | ру                            |
| 2007      | ф  | Судова колонка                                            | Клавдія Шулежко                                        | ру                            |
| 2007      | ф  | Терміново в номер                                         | Наташа                                                 | ру                            |
| 2007      | ф  | Презумпція вини (Росія, Україна)                          | слідчий Ольга                                          | ру                            |
| 2007      | ф  | Громови. Будинок надії                                    | Мария Громова                                          | ру                            |
| 2007      | ф  | Позаземний (Росія, Україна)                               | дружина Олександра Віра Кутенко                        | ру                            |
| 2006      | ф  | Зачарована дільниця                                       | Сурікова                                               | ру                            |
| 2006      | ф  | Громови                                                   | дружина Федора Марія                                   | ру                            |
| 2005      | ф  | Вбивча сила-6                                             | Черемикіна                                             | ру                            |
| 2005      | с  | Полювання на ізюбра                                       | лікарка Ізвольського Наталья Леонідівна                | ру                            |
| 2005      | кф | Березень 1943                                             | Ім'я персонажа не вказано                              | ру                            |
| 2005      | ф  | Непрямі докази                                            | Зурабова                                               | ру                            |
| 2005      | с  | Загибель імперії                                          | Кисельова                                              | ру                            |
| 2003—2004 | с  | Бідна Настя                                               | кріпосна Петра Долгорукого Марфа                       | ру                            |
| 2003      | с  | Дільниця                                                  | Наталья Сурікова                                       | ру                            |
| 2003      | ф  | Останній радянський фільм                                 | Даша                                                   | ру                            |
| 2002      | ф  | По той бік вовків                                         | Лариса Творогова                                       | ру                            |
| 2002      | ф  | Атлантида                                                 | Ім'я персонажа не вказано                              | ру                            |
| 2001      | кф | Ловець                                                    | Ім'я персонажа не вказано                              | ру                            |
| 2001      | с  | Курортний роман. Ліві груди Афродіти                      | Ніна Петрова                                           | ру                            |
| 1996      | ф  | Шрам. Замах на Піночета                                   | Ім'я персонажа не вказано                              | дочка Петра Миколайовича / ру |
| 1996      | ф  | Карнавальна ніч 2                                         | Лєна Кольцова                                          | ру                            |
| 1995      | ф  | Єхай!                                                     | Наталья                                                | ру                            |
| 1994      | ф  | Простодушний                                              | Мадлен де Сент-Ів                                      | ру                            |
| 1994      | ф  | Маестро злодій                                            | Світлана Петракова                                     | ру                            |
| 1993      | ф  | Тунель (Таджикистан)                                      | Ім'я персонажа не вказано                              | ру                            |
| 1993      | ф  | Зефір в шоколаді (Україна, Росія)                         | Люба                                                   | ру                            |
| 1993      | ф  | Ангели смерті (Росія, Сирія)                              | Люба                                                   | ру                            |
| 1992      | ф  | Дитина до листопада (Україна)                             | Даша                                                   | ру                            |
| 1992      | ф  | Далеко від Санкт-Петербурга (Латія, Австрія)              | Ім'я персонажа не вказано                              | ру                            |
| 1992      | ф  | Горячєв та інші                                           | секретарь Наташа                                       | ру                            |
| 1991      | ф  | Царь Іван Грозний                                         | дружина боярина Морозова Єлена                         | ру                            |
| 1989      | ф  | Сталінград // Stalingrad (СРСР, США, НДР, Чехословаччина) | Люба                                                   | ру                            |
| 1988      | ф  | Слуга                                                     | невістка                                               | ру                            |
| 1988      | ф  | Публікація                                                | вчителька літератури Ірина Олександрівна               | ру                            |
| 1988      | ф  | Шуліки здобутком не діляться / Corbii prada n-o împărt    | сільська фельдшерка Наташа Соловйова                   | ру                            |
| 1988      | ф  | Вовченя серед людей                                       | Ім'я персонажа не вказано                              | (в титрах: Л.Тотунова) / ру   |
| 1988      | ф  | Бич Божий                                                 | Ім'я персонажа не вказано                              | ру                            |
| 1987      | ф  | П'ять листів прощання                                     | Ім'я персонажа не вказано                              | ру                            |
| 1987      | ф  | Загін спеціального призначення                            | Майя Микота                                            | ру                            |
| 1985      | ф  | Сезон див                                                 | Тая                                                    | ру                            |
| 1985      | ф  | Валентин і Валентина                                      | епізод                                                 | ру                            |

## Нагороди
- 1994 - приз за кращу жіночу роль на кінофестивалі «Золотий Дюк» в Одесі (за ролі у фільмах «Простодушний», «Зефір в шоколаді», «Маестро злодій»).
- 1995 - краща жіноча роль «Золотий Овен» [4].
- 2000 - медаль «За віру і Батьківщину».
- 2009 - номінація 49-го щорічного телефестивалю в Монте-Карло (Monte-Carlo Television Festival) в категорії «Краща актриса».
- 2011 - премія «Золоте перо кордону» книжково-журнального видавництва «Кордон».
- 2012 - спеціальний диплом 14-го Всеросійського Шукшинського кінофестивалю в Бійську за втілення яскравих жіночих образів в кінематографі (22.07.2012 р).